# 欧拉·耶罗
烏拿·耶羅 （Ola Gjeilo，挪威語：[o:le ˈjeɪloʊ] ，1978年5月5日—）是一位挪威作曲家、钢琴家。现居于美国。
他以創作鋼琴獨奏及合唱音樂為主，而樂譜則多交於華爾頓音樂（Walton Music）、彼得斯出版社，以及博浩出版社出版。